# Rudolf Agricola (1444–1485)

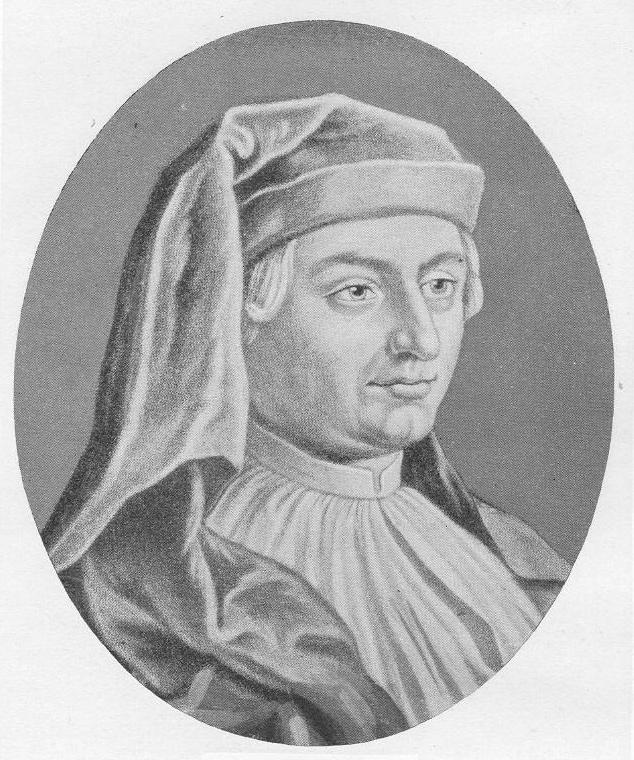
Rudolf Agricola

Rudolf Agricola (lub Rodolphus Agricola Phrisius) (ur. 17 lutego 1444 w Baflo zm. 27 października 1485 w Heidelbergu) – holenderski pisarz nowołaciński, filolog, poeta, tłumacz, muzyk, jeden z najważniejszych humanistów przed Erazmem z Rotterdamu.
Właściwe jego nazwisko brzmi Huysman (pisarz był synem mnicha benedyktyńskiego). Swoje gruntowne wykształcenie zdobywał w Erfurtcie (bakalaureat w 1458) i Louvain (magisterium w 1465). W latach sześćdziesiątych XV wieku odbywa podróże po Włoszech. W latach 1468(?)-1475 studiował prawo cywilne na Uniwersytecie w Pawii, a później udał się do Ferrary (1475-1479), gdzie stał się protegowanym księcia d’Este. W Ferrarze, był uczniem Theodora Gaza i uczestniczył w wykładach Battista Guariniego. W 1484 zdobył posadę profesora greki na Uniwersytecie w Heidelbergu.

## Ważniejsze dzieła
- Rodolphus Agricola, De inventione dialectica. Lucubrationes (facsimile van de editie Keulen: Gymnich, 1539) Nieuwkoop: De Graaf, 1967.
- Rudolf Agricola, De inventione dialectica libri tres / Drei Bücher über die Inventio dialectica, Kritisch herausgegeben von Lothar Mundt, Tübingen: Niemeyer, 1992.
- Rodolphe Agricola, Ecrits sur la dialectique et l’humanisme. Choix de textes, introduction, édition, traduction et notes par Marc van der Poel, Paris: Champion, 1997.
- Rudolph Agricola, Letters, ed. and transl. Adrie van der Laan, Fokke Akkerman, Assen: Van Gorcum, 2002.

Do najwybitniejszego dzieła Agricoli należy De inventione dialectica z 1479 (O rozumowaniu dialektycznym, który przez szereg lat był podręcznikiem logiki – pisarz dyskutuje w nim ze zwolennikami scholastyki, porusza kwestię ludzkiej i boskiej natury). Dzieła pisarza zapoczątkowały filologiczne studia tekstów objawionych. Agricola, oprócz greki, pod koniec życia zajął się również hebraistyką. Zmarł na febrę.